# Tellina gouldii
Tellina gouldii är en musselart som beskrevs av Sylvanus Charles Thorp Hanley 1846. Tellina gouldii ingår i släktet Tellina och familjen Tellinidae. Inga underarter finns listade i Catalogue of Life.